# Myles Erlick
Myles Erlick is een Canadees acteur en danser. Hij is bekend van zijn rol van Noah in The Next Step. Hij plaatste in het verleden vaak covers op zijn YouTube-kanaal, dit leidde tot een carrière als zanger.

## Filmografie

### Televisie
| Jaar       | Titel                    | Rol      | Opmerking                  |
| ---------- | ------------------------ | -------- | -------------------------- |
| 2011       | Flashpoint               | jongen   | een aflevering             |
| 2012       | The Ellen DeGeneres Show | zichzelf | uitzending op 21 september |
| 2013-heden | The Next Step            | Noah     | 63 afleveringen            |

### Film
| Jaar | Titel                         | Rol      | Opmerking                  |
| ---- | ----------------------------- | -------- | -------------------------- |
| 2013 | Sing Along                    | Stephen  | korte film                 |
| 2013 | We Are Not Here               | jongen   | korte film                 |
| 2015 | The Next Step Live: The Movie | zichzelf | documentaire over de serie |

## Muziekcarrière
Na het zingen van covers op zijn YouTube Kanaal kreeg hij de kans om te zingen in The Next Step seizoen 2 en seizoen 4. In 2017 begon hij met een zangcarrière met eigen nummers.

### Liedjes
| Naam liedje          | Jaar | Opmerking                                          |
| -------------------- | ---- | -------------------------------------------------- |
| "Serious"            | 2017 | Zijn vriendin Briar Nolet danst met hem in de clip |
| "All day, all night" | 2018 | In samenwerking met zangeres Tate McRae            |
| "Midnight"           | 2018 |                                                    |